# Journalisme
 (décembre 2018).
Le journalisme (/ʒuʀnalism/) est l'activité qui consiste à recueillir, vérifier et éventuellement commenter des faits pour les porter à l'attention du public dans les médias, dans le respect d'un cadre déontologique défini.

## Histoire du journalisme
Dans de nombreux pays, une forme de « journalisme citoyen » est apparue avec le développement d'Internet et de la photographie numérique, permettant à des amateurs de diffuser textes et images sans passer par le filtre des médias.

## Information journalistique
En théorie, dans une société démocratique, l'« information de presse » doit présenter trois caractéristiques[source insuffisante] :
- être d’actualité et d’intérêt général ;
- avoir été sélectionnée et mise en forme par une conscience libre, formée à la recherche intéressée de la vérité et soucieuse du bien commun ;
- être diffusée par un média garantissant l’indépendance du journaliste par rapport à tout pouvoir (politique, idéologique ou économique, y compris par rapport aux intérêts de l’entreprise qui l’emploie).

« Le journalisme est le premier brouillon de l'histoire »

— Alan Barth (en), The New Republic, 1943, p.677.
Selon Vincent Quivy, le journalisme d'actualité traite d'événements en cours, ce qui fait d'une certaine manière du journaliste d'actualité un historien du présent. Lorsqu'il aborde le passé, il s'efforce, à l'inverse de l'historien, de donner au public des leçons pour le présent et des comparaisons avec l'actualité.

## Éthique du journalisme

### Chartes de déontologie professionnelle
Lors de sa création en juillet 1918, le Syndicat national des journalistes a rédigé une Charte d’éthique professionnelle des journalistes, qu'il a révisée en 1938 puis en 2011. La version de 2011 s'appelle « Charte d’éthique professionnelle des journalistes », car elle renvoie à un ensemble de droits et devoirs, alors que le texte de 1918/1938 était simplement une charte des devoirs. Elle dit par exemple que le journaliste « dispose d’un droit de suite, qui est aussi un devoir, sur les informations qu’il diffuse ». Une version très proche, comportant cinq droits et dix devoirs, la charte de Munich, a été entretemps adoptée en 1971 à l'échelle européenne par l'ensemble des syndicats de journalistes.
Dans les deux cas, en 1971 comme en 2011, la révision de la charte a renforcé le principe de protection des sources d'information. Il était contenu dans la simple formule « Garde le secret professionnel », dans la version de 1918/1938. La version 2011 a ajouté : « et protège les sources de ses informations ». Dès 1971, la Charte de Munich avait ajouté : « et ne pas divulguer la source des informations obtenues confidentiellement ».
Un débat a eu lieu récemment[Quand ?] concernant l'émission Les Infiltrés, sur France 2, certains journalistes opposant à celle-ci un article de la Charte des devoirs professionnels des journalistes français, selon laquelle « un journaliste digne de ce nom […] s’interdit d’invoquer un titre ou une qualité imaginaires, d’user de moyens déloyaux pour obtenir une information ou surprendre la bonne foi de quiconque ».
Le journalisme d'investigation doit parfois recourir à la méthode de la caméra cachée, mais celle-ci doit rester loyale, ce qui n'était pas le cas pour cette émission tournée dans une maison de retraite, sans véritable recoupements, alors que des témoignages pouvaient être obtenus par le consentement. Pour prendre en compte ce débat récent, la version 2011 de la « Charte d’éthique professionnelle des journalistes » du Syndicat national des journalistes a réécrit l'article concerné, en choisissant cette formulation :

« Un journaliste digne de ce nom (…) proscrit tout moyen déloyal et vénal pour obtenir une information. Dans le cas où sa sécurité, celle de ses sources ou la gravité des faits l’obligent à taire sa qualité de journaliste, il prévient sa hiérarchie et en donne dès que possible explication au public. »

Dès 1971, la Charte de Munich avait retenu une formule à la fois plus simple, plus claire et plus concise : « Ne pas user de méthodes déloyales pour obtenir des informations, des photographies et des documents », qui peuvent être des documents télévisés.

### Chartes déclaratives
Les journalistes ont le droit et le devoir d'interroger des spécialistes de différents horizons (scientifiques, syndicalistes, experts) pour faire émerger la vérité sur un fait d'actualité, en leur assurant la protection des sources d'information. Sur l'environnement et le réchauffement climatique, un expert comme Jean-Marc Jancovici regrette que les journalistes ne travaillent pas davantage à sensibiliser l'opinion publique.
Selon Sabrina Lavric, professeur à l'université de Nancy, les chartes éthiques, uniquement déclaratives, ne prévoient pas d'autre sanction que morale en cas de non-respect (voir Une charte déclarative).
Les syndicats de journalistes constatent de leur côté qu'il existe bien un pouvoir de sanction (licenciement, mutation, blâme), mais abandonné au bon vouloir des employeurs. Pour qu'il prenne plus en compte la déontologie, ils proposent d'annexer la charte de déontologie à la convention collective, ce qui lui donnerait force de loi.
- Dans l'audiovisuel public, le droit de sanctionner appartient à des commissions paritaires, composées pour moitié de journalistes professionnels. Elles ont plusieurs fois sanctionné des journalistes effectuant des « ménages », comme animateurs au service d'entreprises hors-médias.
- Dans l'audiovisuel privé, le pouvoir de sanction de l'employeur est encadré par la commission arbitrale, prévue par la Loi Brachard, composée pour moitié des journalistes professionnels. Lorsque TF1 a licencié un journaliste qui avait annoncé par erreur la mort d'un enfant, la commission arbitrale a estimé que la hiérarchie de TF1 était également responsable, ayant commis une erreur dans la supervision du reportage. Elle a condamné la chaîne, déjà pénalisée par le départ de ce journaliste expérimenté, à lui verser de lourdes indemnités.

### Journalisme engagé
En théorie toujours, un média peut être "engagé", à condition de respecter les faits, viser l’intérêt général et exposer clairement les termes de son parti pris. Le journalisme est parfois appelé « quatrième pouvoir » en raison du rôle crucial qu'il joue, au sein d'une démocratie, dans la mise en œuvre de différentes libertés publiques, dont la liberté d'expression.

## Principes et pratiques du journalisme

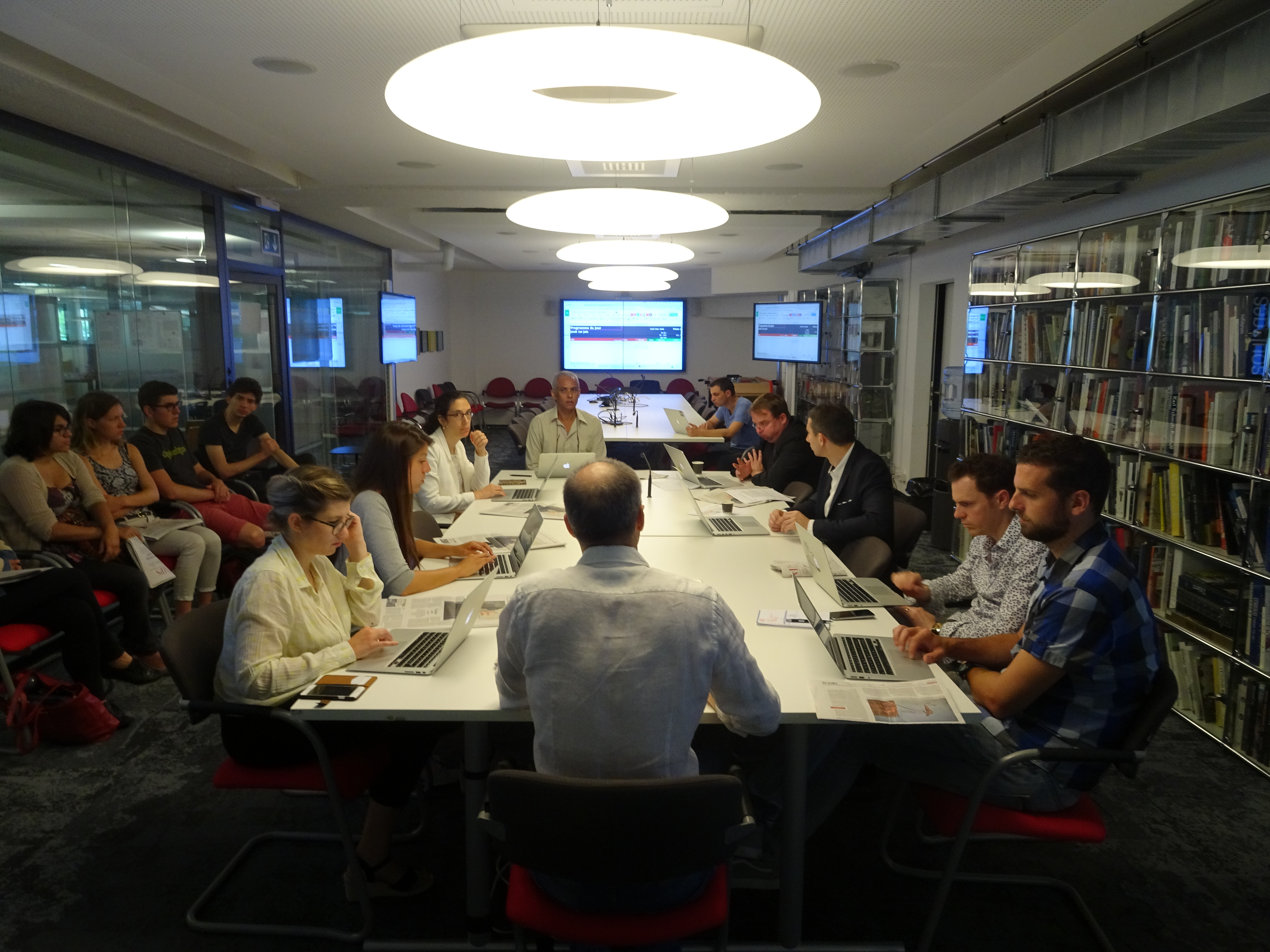
Réunion de rédaction d'un journal quotidien en Suisse (Le Temps, 2017).

La poursuite désintéressée de la vérité est le premier des principes du journalisme et ce qui le distingue de tout autres formes de communication. Il constitue le premier devoir énoncé dans la Charte de déontologie de Munich. Selon les journalistes américains Bill Kovach et Tom Rosenstiel, il ne s'agit pas de la vérité au sens absolu ou philosophique du terme, "la vérité journalistique" est "plus que la simple relation fidèle des faits. C'est l'aboutissement d'un passage au crible du fait brut sous l'interaction du public et des journalistes".

### Distinction entre faits et commentaires
Rapporté tel quel, un fait n'est pas toujours suffisant. L'enseignement dans les écoles de journalisme prend l'exemple de la marche de César sur Rome le 12 janvier en 49 avant Jésus-Christ : fallait-il écrire : « César et ses légions ont franchi le Rubicon » ou « César et ses légions ont franchi le Rubicon, la République est en danger » ?
Une autre anecdote attribuait à un rédacteur en chef les consignes suivantes : « Les journalistes ne doivent pas oublier qu'une phrase se compose d'un sujet, d'un verbe et d'un complément. Ceux qui voudront user d'un adjectif passeront me voir dans mon bureau. Ceux qui emploieront un adverbe seront foutus à la porte », Georges Clemenceau.
Les agences de presse comme l'AFP sont chargées de collecter les informations brutes, de vérifier les faits pour être au plus près de l'évènement. Les équipes éditoriales consultent les dépêches d'agences de presse, les publient telles quelles ou les commentent en ajoutant leur point de vue.

### Différentes formes de subjectivité
Le principe d'objectivité consiste à imposer une distance critique entre les faits et sa propre interprétation des faits. Pour André Gorz, journaliste à L'Express et au Nouvel Observateur, « c'était ça qui [était] pénible: mobiliser toutes les ressources de sa pensée pour produire une pensée dont sa pensée fût absente ». Mais le journalisme engagé invoque souvent l'impossibilité d'aboutir à une objectivité totale. Il met plutôt en avant la dimension éthique d'une prise de position subjective, assumée, réfléchie et divulguée.
La problématique spécifique de l'objectivité en journalisme est dominée par l'urgence de la publication, le caractère immédiat des faits relatés par le journaliste. Cette urgence, combinée à la complexité des faits traités, et à une économie des médias souvent fragile, privant le journaliste des moyens suffisants, lui rend la tâche difficile. Plus le travail est précipité, moins le journaliste a le temps d'identifier sa propre subjectivité pour la neutraliser.

### Séparation à l'anglo-saxonne, avantages et inconvénients
Cette problématique de l'objectivité a conduit une partie de la presse anglo-saxonne à pratiquer la séparation entre les faits et les commentaires. L'article factuel se borne à rapporter les faits, citations et détails. Il est complété par un article de commentaire, identifié comme tel, et souvent plus court. Le tout est encadré par un éditorial, dans lequel une plume reconnue par la profession ou par le grand public, propose une analyse ou une interprétation des faits qui n'engage que son journal. Certains titres comme le Wall Street Journal affichent un pluralisme d'éditorialistes.
En pratique, cette distinction est parfois peu claire. D'une part, elle ne se manifeste pas toujours aux yeux du lecteur par des choix assez affirmés de typographie ou de localisation dans le journal. Cette séparation peu claire caractérise souvent le journalisme en ligne.
D'autre part, on reproche souvent aux articles factuels une objectivité insuffisante, voire une subjectivité masquée. L'apparence de relation des faits bruts peut masquer, voire faciliter, une orientation subjective, partisane, ou philosophique, consciente ou inconsciente. Le choix des aspects traités ou passés sous silence, l'ordre adopté dans la succession des informations, la sélection et la hiérarchisation des faits, le choix des sources d'information, le recours à un énoncé explicite ou implicite, sont autant de procédés rédactionnels susceptibles d'influer sur l'interprétation du lecteur.
Pour fonctionner, la séparation entre commentaire et information nécessite une certaine prudence. Trop catégorique, trop moralisateur ou trop méprisant, le commentaire expose le média concerné aux critiques l'accusant de dissimuler ensuite les faits ne validant plus ses commentaires. Ce risque pèse aussi sur les médias associant dans le même article des faits à des commentaires catégoriques.

### En deçà du commentaire: le billet, l'analyse et l'enquête
Les quotidiens Le Monde et Le Figaro se sont longtemps joués de ce risque en publiant en première page un « billet » subjectif d'une quinzaine de lignes, confié à un artiste du genre comme Bruno Frappat, Henry Montant, Claude Sarraute ou André Frossard. Coups de griffe acérés, mais non appuyés, ton léger et distancié, humour, la recette a payé. Le Financial Times anglais a également eu du succès avec sa Lex Column. Son créateur Hugo Dixon a fondé en 1999 sa propre société (rachetée en 2009 par Reuters) pour proposer au Wall Street Journal et à d'autres titres un billet au ton assez proche, intitulé Breaking views, mélange de billet et d'analyse, qui se garde de tout commentaire trop appuyé.
La distinction binaire entre faits et commentaires ne rend pas compte de la variété des types d'articles. De nombreux journaux proposent, au-delà des faits mais en deçà du commentaire, des analyses. Elles visent à situer les faits dans un contexte plus large, en les mettant en perspective, grâce à des éléments d'enquête et de recoupement. Le parti pris du journal ou de l'émission de télévision, divulgué par le choix du thème de l'enquête ou de l'analyse, est assumé, et tente de se faire oublier par une enquête brillant d'abord par sa rigueur, son honnêteté et son équilibre dans le choix des sources interrogées.

### Objectivation de Roland Barthes
Plus que d'objectivité totale, on parle de pôle d'objectivation. Analysant la photographie, Roland Barthes montrait ainsi que si celle-ci se donne à voir comme pure présentation du fait, ou pure « dénotation », elle est en fait toujours déjà connotée, c'est-à-dire interprétée : il n'y a que des faits interprétés. Barthes écrit ainsi :

« Or, ce statut purement « dénotant » de la photographie, la perfection et la plénitude de son analogie, bref son objectivité, tout cela risque d'être mythique (ce sont les caractères que le sens commun prête à la photographie) : car en fait, il y a une forte probabilité (…) pour que le message photographique (…) soit lui aussi connoté. La connotation ne se laisse pas forcément saisir tout de suite au niveau du message lui-même (…), mais on peut déjà l'induire de certains phénomènes qui se passent au niveau de la production et de la réception du message: d'une part, une photographie de presse est un objet travaillé, choisi, composé, construit, traité selon des normes professionnelles, esthétiques ou idéologiques, qui sont autant de facteurs de connotation; et d'autre part, cette même photographie n'est pas seulement perçue, reçue, elle est lue, rattachée plus ou moins consciemment, par le public qui la consomme, à une réserve traditionnelle de signes. »

### Neutralité, indépendance et transparence: les approches modernes
Alors que la quête de l'objectivité est une idée ancienne, les approches modernes tentent de lui donner des moteurs auxiliaires plus solides :
- la recherche de la neutralité, quantifiée et étudiée, en s'obligeant à consulter systématiquement les différents points de vue, à donner les différentes versions, à interroger les avocats des personnes mises en cause. Cette démarche consiste à s'interroger sur la position dans laquelle le média se place, concrètement, physiquement, par exemple par le nombre d'envoyés spéciaux et le lieu où ils se trouvent. La critique du journalisme « embarqué » en temps de guerre, qui consiste à suivre un corps d'armée pour couvrir le conflit d'un seul côté, découle de cette analyse.
- la recherche de l'indépendance des rédactions découle de la même démarche, approfondie en tentant de trouver les meilleures règles juridiques concernant la gouvernance des médias, les relations avec leurs actionnaires, et la protection assurée aux journalistes en cas de conflit avec ces actionnaires ou de changement d'actionnaire.
- la recherche de la transparence amène plusieurs médias à inscrire systématiquement quelques mots sur leurs auteurs. Cette pratique est fondée sur le fait que tout acte journalistique repose sur le choix de l'information à transmettre au public, car on ne peut transmettre l'intégralité du réel. Qu'ils soient journalistes, chroniqueurs, experts ou chercheurs, la plupart des auteurs ont une vie hors l'écriture d'un article, qui peut influencer leur posture et leurs choix journalistiques. Ce qu'on appelle parfois dans le monde anglo-saxon le disclaimer, brève note biographique et déclaration d'intérêts, permet d'éclairer rapidement le lectorat sur le fait qu'un auteur a déjà été, par exemple, conseiller politique pour un chef d'État. Le public peut ainsi prendre acte de l'expertise et/ou des intérêts qui sous-tendent l'article en question.

### Réflexions et propositions du rapport Charon
À titre d'exemple, le rapport remis au ministère français de la Culture et de la Communication en juin 1998 par Jean-Marie Charon, conseiller de la ministre de la culture Catherine Trautmann, faisait état de réflexions et de règles professionnelles demandant que l'éditeur de presse hebdomadaire régionale s'engage à veiller à ce que ses journalistes :
- vérifient leurs sources ;
- n'usent pas de méthodes déloyales ;
- ne versent aucune rémunération aux personnes qui acceptent d'être des sources d'information ;
- ne publient que des informations, avérées et précises, dont l'origine est connue, en les accompagnant si nécessaire de la réserve qui s'impose ;
- s'interdisent de percevoir quelque avantage que ce soit en raison de la publication ou de la non-publication d'une information ;
- informent les personnes peu familières avec la presse que leurs propos pourront être diffusés, et donc portés à la connaissance d'un large public ;
- restent critiques à l'égard des perquisitions au déroulement desquelles les forces de l'ordre invitent les journalistes ;
- n'acceptent aucune consigne d'un annonceur ;
- n'acceptent des cadeaux que s'ils servent directement l'accomplissement du travail journalistique ;
- refusent toute pression et n'acceptent d'autres directives rédactionnelles que celle de l'éditeur ou des responsables de la rédaction ;
- ne soumettent pas un reportage aux sources avant sa publication ;
- fassent preuve de respect à l'égard des personnes qui viennent de vivre un drame, en évitant de les harceler pour obtenir une information ;
- s'interdisent la calomnie et les accusations sans fondement ;
- refusent de nourrir et d'amplifier la rumeur, même si d'autres supports s'en sont déjà fait l'écho ;
- veillent dans le choix de leurs photos à ne pas induire une présomption de culpabilité par l'image ;
- traitent l'information, y compris les faits divers, sans rechercher le sensationnalisme ;
- assurent le suivi des informations publiées ;
- respectent fidèlement le sens des propos rapportés ;
- situent les faits et opinions dans leur contexte, sans en exagérer ni en diminuer la portée ;
- départagent ce qui relève de l'information factuelle, de l'analyse et de l'opinion personnelle ;
- recueillent le point de vue de toutes les personnes mises en cause dans une affaire et, lorsque l'une d'elles se refuse à toute déclaration, en informent les lecteurs.

### Esprit du journalisme
L'esprit du journalisme est parfois résumé par des formules critiques ou élogieuses :
- « Les opinions sont libres, les faits sont sacrés », de Charles Prestwich Scott (1846-1932), journaliste britannique, fondateur du Manchester Guardian[18], formule énoncée en 1929, reprise aujourd'hui par Edwy Plenel, ex-directeur du quotidien Le Monde et fondateur du site d'informations Médiapart.
- « Le pouvoir du journaliste ne se fonde pas sur le droit de poser une question, mais sur le droit d'exiger une réponse »[19], de l'écrivain tchèque Milan Kundera, dans L'Immortalité, son sixième roman, publié en 1990 en France.
- À une autre époque, l'écrivain Jules Janin (1804-1874) a estimé que le journalisme « mène à tout à condition d'en sortir »[20], et Henri Béraud (1885-1958) l'a décrit comme « un métier où l’on passe une moitié de sa vie à parler de ce que l’on ne connaît pas et l’autre moitié à taire ce que l’on sait ».

## Genres et techniques d'écriture
L'écriture journalistique concerne aussi bien l'audiovisuel et le journalisme en ligne que la presse écrite. Le modèle des grandes agence de presse, particulièrement adapté à la radio et au journalisme en ligne, pousse de plus en plus le journaliste à répondre aux cinq questions clés réunies dans les Cinq w du journalisme (qui, quoi, où, quand, pourquoi), complétées lorsque c'est nécessaire par une sixième question : « comment ».
Pour trouver son public plus facilement, le texte doit prévoir plusieurs niveaux de lecture, titres, intertitres, chapeaux, et légendes photos, avec des phrases courtes, en respectant un plan détaillé, la loi de proximité, et la pyramide inversée (l’essentiel d’abord puis du plus important au moins important), autre héritage de l'histoire des agences de presse.
Les journalistes, une fois le sujet et l'angle déterminés, recourent à un genre journalistique donné (brève, interview, reportage, etc.).

## Formes

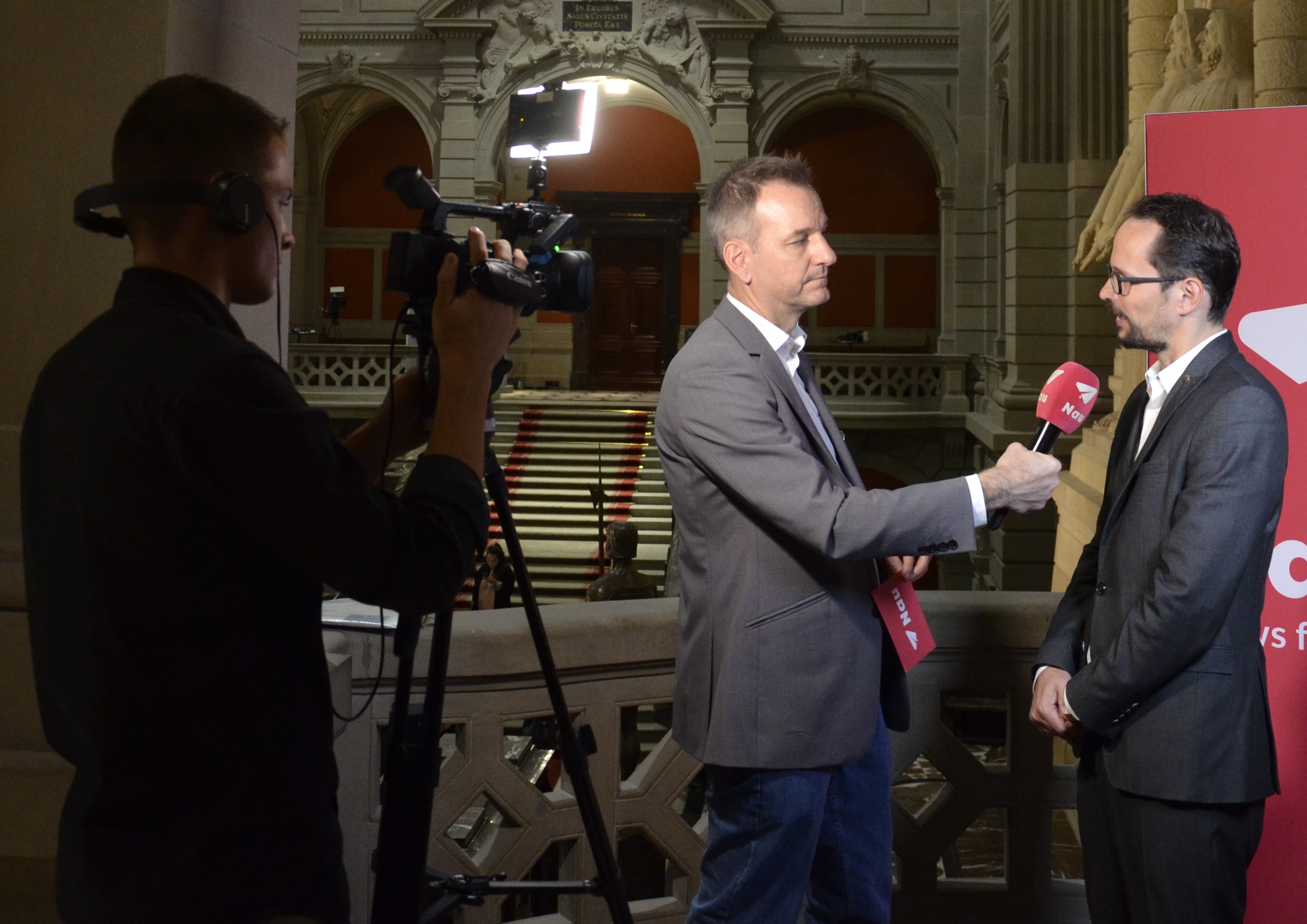
Interview d'un politicien au parlement suisse (journalisme politique).

- Journalisme politique : L'actualité politique est traitée par un spécialiste nommé journaliste politique. Il est chargé de retranscrire les événements politiques pour ses lecteurs ou ses auditeurs, il effectue un travail de vérification de sources très appuyé, il structure l'information pour ensuite la diffuser. Le journaliste politique explique les décisions politiques et traduit leur impact sur le quotidien des citoyens, il possède ainsi de solides connaissances en sciences politiques, en géopolitique, et en législation[22].
- Journalisme économique : Un journaliste économique ou d’affaires collecte et diffuse des informations et des tendances liées aux changements économiques ou au domaine des affaires. Le journalisme économique nécessite une bonne compréhension des concepts économiques et financiers (suivi des marchés boursiers, analyse des politiques économiques des gouvernements, rédaction d’articles sur les performances financières des entreprises, etc.)[23].
- Journalisme sportif : Le journalisme sportif est une spécialisation du journalisme dédiée à la couverture des événements sportifs et à la production de contenu relatif au sport. Cela inclut une large gamme de sujets et d'activités liés au monde du sport. (couverture des événements sportifs, analyse et commentaires sur les performances des athlètes, réalisation d'interviews, etc..)[24]
- Journalisme culturel : Le journaliste culturel a pour mission de rédiger des articles ou dossiers de presse qui traitent de l’actualité culturelle : il annonce une exposition ou en fait le bilan, propose une rencontre avec un artiste, fournit une critique du dernier roman ou film en date, et bien d’autres. Son but est de transmettre ces informations à son public habituel, souvent fan de culture, mais également d’attirer le plus grand nombre dans ce monde qui le passionne[25].
- Journalisme scientifique : Le travail du journaliste scientifique consiste à analyser et vulgariser la science, et la recherche pour le grand public. Il vise à rendre l'information scientifique accessible et compréhensible pour le grand public, déniche ses renseignements autant en fouinant dans la littérature qu’en effectuant des entrevues en personne, et communique ses connaissances et combat la pseudoscience, armé de son sens critique[26].
- Journalisme d'investigation

## Styles
Il existe de très nombreuses sortes de journalisme, parmi lesquelles :
- le journalisme de solutions ;
- le journalisme social ;
- le photojournalisme ;
- le journalisme gonzo ;
- le nouveau journalisme ;
- le journalisme à sensation.

## Pressions exercées sur le journalisme
Le journalisme est confronté dans les pays où la liberté de la presse n'est pas totale à des formes de pression qui empêchent l'activité de s'exercer selon la charte et la déontologie requise. Ces pressions sont à l'origine de la censure de l'information ou de la production d'information inexacte afin de satisfaire les centres de pouvoir. Les formes de pressions les plus courantes rencontrées par le journalisme sont l'assassinat, l'emprisonnement, l'enlèvement, l'agression et la menace de journalistes ainsi que les pressions fiscales, financières et politiques sur la rédaction.
Ainsi, en novembre 2015, Can Dündar éditorialiste du quotidien Cumhuriyet et lauréat du Prix Reporters sans frontières est emprisonné dans les geôles turques pour des révélations sur des livraisons d’armes en territoire syrien. Fin décembre 2015, Can Dündar rédige le texte intitulé À l’Humanité dans lequel il expose les principales raisons pour lesquelles le journalisme subit des formes de pression à travers le monde. En 2021, la journaliste chinoise Zhang Zhan, la palestinienne Majdoleen Hassona et le « projet Pegasus » sont récompensés par le Prix Reporters sans frontières.

### Ouvrages pratiques sur le métier de journaliste
- Denis Ruellan, Les pros du journalisme, Presses Universitaires de Rennes 2 (PUR), 1997  (ISBN 978-2-8684-7234-2).
- Françoise Giroud et Martine de Rabaudy, Profession journaliste : conversations, Paris, le livre de poche, 2003, 185 p. (ISBN 9782253154174).
- Jules Mbuyu Kabange, Les fonctions de la conférence de rédaction dans un organe de presse audiovisuelle, 2012.
- Jean-Luc Martin-Lagardette, Le Guide de l'écriture journalistique, éd. La Découverte 2009 (7e édition).
- J.-M Dikanga Kazadi, Cours de méthodologie de l'Information I, G1 SIC, UNILU, 2011-2012, inédit.
- Jean-Marie Charon, Cartes de presse, Stock.
- Jacques Le Bohec, Dictionnaire du journalisme et des médias, PUR, 2010.
- « Glossaire des termes de la presse écrite », sur Le centre pour l'éducation aux médias et à l'information (CLEMI) (consulté le 19 avril 2022).

### Ouvrages critiques sur la pratique journalistique

#### Critiques générales
- Paul Nizan, Les chiens de garde, 1932.
- Florence Aubenas et Miguel Benasayag, La Fabrication de l'information. Les journalistes et l'idéologie de la communication, éd. La Découverte. 1997.
- Serge Halimi, Les Nouveaux chiens de garde, Liber-Raisons d'agir, 1997.
- Paul Virilio, La bombe informatique, 1998
- François Ruffin, Les Petits soldats du journalisme, éd. Les Arènes, 2003  (ISBN 978-2-9124-8549-6)
- Mathias Raymond, Serge Halimi, Dominique Vidal, L'opinion politique, ça se travaille, 2006.
- Alain Accardo, Journalistes précaires, journalistes au quotidien, 2007.
- Denis Ruellan, Le Journalisme ou le professionnalisme du flou, Presses universitaires de Grenoble (PUG), 2007  (ISBN 9782706114014)
- Noam Chomsky, Edward S. Herman, La fabrication du consentement, 2008.
- William Buzy, Les journalistes n'ont pas lu Darwin, Encre et Plume, 2010.
- Jean-François Kahn, L'horreur médiatique, 2014.
- Laurent Mauduit, Main basse sur l'information, 2016.
- Florian Gouthière, Santé, science, doit-on tout gober, 2017.
- Edwy Plenel, Combat pour une presse libre. 2017
- Marie-Luce Viaud, Hervé Nicolas et Julia Cagé, L’information à tout prix, 2017.

#### Critiques du journalisme audiovisuel
- Karl Popper et John Condry, La télévision, un danger pour la démocratie, Anatolia éditions, 1995.
- Pierre Bourdieu, Sur la télévision, Liber-Raisons d'agir, 1996.
- Roberto Rossellini, Écrits sur la télévision, 2001.
- Pier Paolo Pasolini, Contre la télévision, 2003.
- Michel Desmurget, TV Lobotomie : la vérité scientifique sur les effets de la télévision, 2011.
- Jean-Claude Paye, L'emprise de l'image, 2011.

#### Critiques du journalisme politique
- Jacques Le Bohec, Les Rapports presse-politique, L'Harmattan, 1997.
- Henri Maler et Arnaud Schwartz, Médias en campagne, 2005.
- Alain Garrigou, L'Ivresse des sondages, 2006.
- Jean-Luc Martin-Lagardette, L'Information responsable. Un défi démocratique, Paris, éd. Charles Léopold Mayer (ECLM), 2006.
- Michel Collon, Libye, OTAN et médiamensonges, 2011.
- Alain Garrigou et Richard Brousse, Manuel anti-sondages. La démocratie n'est pas à vendre, 2011.
- Aude Lancelin, Le monde libre, Les Liens qui libèrent, 2016.

### Divers
- Hélène de Maleissye, Le Filtre médiatique, Paroles de journalistes, éd. Indiciel, 2006.
- Aurélie Aubert, Michael Palmer, L'information mondialisée, L'Harmattan, 2008.
- Erik Neveu, Sociologie du journalisme, La Découverte, coll. Repères, 3e édition 2009. (ISBN 978-2-7071-5827-7)

### Biographies de journalistes
- Olivier Weber, Lucien Bodard, un aventurier dans le siècle (Plon), 1997.
- Olivier Weber, Kessel, le nomade éternel (Arthaud), 2006.
- Colette, Gérard Bonal et Frédéric Maget, Colette journaliste : chroniques et reportages, 1893-1955, Paris, Libretto, 2014, 437 p. (ISBN 9782369141136)
- Pierre Schill, Réveiller l’archive d’une guerre coloniale. Photographies et écrits de Gaston Chérau, correspondant de guerre lors du conflit italo-turc pour la Libye (1911-1912), Créaphis, 2018, 480 p.
- Bertrand Matot, Petite anthologie des premières femmes journalistes, Bordeaux, L'éveilleur, 2019, 224 p. (ISBN 9791096011407, présentation en ligne)
- Jacqueline Guinot et Marie-Ève Le Forestier, Eugénie Niboyet, la voix des femmes : femme de lettres, journaliste et féministe : 1796-1883, Paris, Hémisphères éditions, 2021, 275 p. (ISBN 9782377011032, présentation en ligne)